# یواس‌اس نیوبرگ (آی‌دی-۱۳۶۹)
یواس‌اس نیوبرگ (آی‌دی-۱۳۶۹) (به انگلیسی: USS Newburgh (ID-1369)) یک کشتی بود که طول آن ۴۱۸ فوت (۱۲۷ متر) بود. این کشتی در سال ۱۹۱۸ ساخته شد.